# Ichneumon gracilentus
Ichneumon gracilentus är en stekelart som beskrevs av Wesmael 1845. Ichneumon gracilentus ingår i släktet Ichneumon och familjen brokparasitsteklar. Arten är reproducerande i Sverige. Inga underarter finns listade i Catalogue of Life.

## Bildgalleri

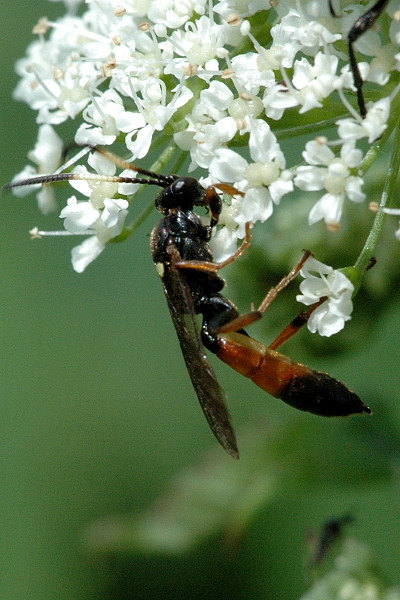
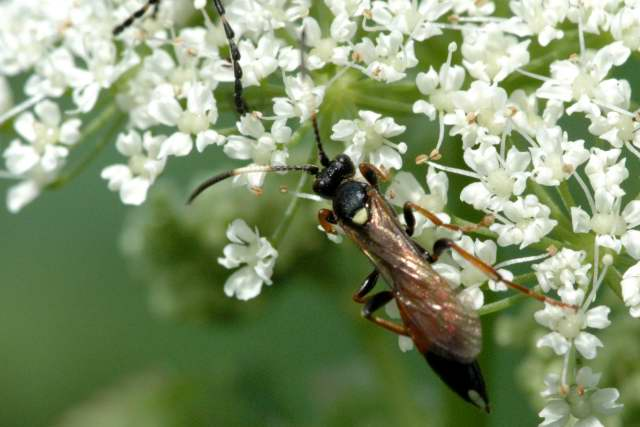
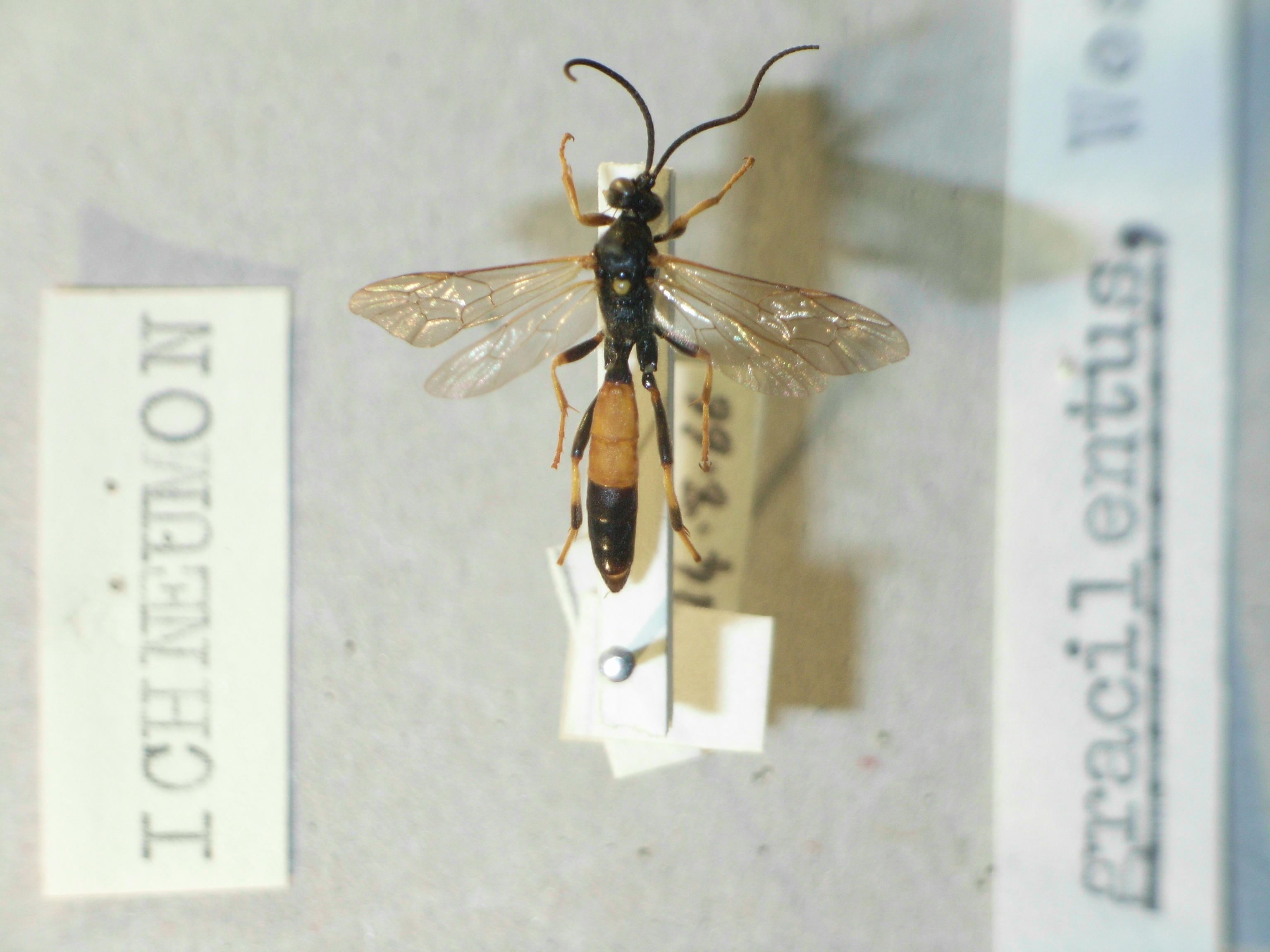